# たまごっちホントのはなし
『たまごっちホントのはなし』は、1997年7月12日に公開された東映アニメフェアの一本の短編アニメーション。
本作はたまごっちの秘密を描いたエピソードとなっている。
後に1997年11月12日発売のVHS『ビデオで発見!!たまごっち』で本作が収録されている。2025年現在、DVD及びBlu-ray化の予定はされていない。

## あらすじ
ふしぎ生物研究所のばんぞー博士は、地球に飛来したたまごっちのUFOがどこからどうしてやって来たのか調査で突き止めた。
はるか宇宙の彼方のたまごっち星で暮らすたまごっち達は、夏休みを満喫していたが、おやじっちだけはみんなと馴染めず一人ぼっちでヤケ酒を飲んで酔っぱらい、たまごっち星に酒を勧めてしまう。ところが、たまごっち星が酒乱だったことから天変地異が起き、たまごっち達は大慌てでUFOに乗り、その星から脱出を図った。そして、その中の一部が地球にやってきて、ばんぞー博士と出会う。

## スタッフ
- 原作：バンダイ
- 企画：蛭田成一
- 脚本：成田良美
- キャラクターデザイン：直井正博
- 作画監督：井上英紀
- 美術監督：吉池隆司
- 製作担当：関口孝治
- 音楽：原正美
- 監督：橋本光夫

## キャスト
- ばんぞー博士：岸野幸正
- ミカチュー：鈴木真仁
- おやじっち：龍田直樹
- たまごっち星：高戸靖広

※なお、おやじっち以外のたまごっちは台詞が無く擬音であり、1期のTVアニメではおやじっちも擬音である。ただし、2期のアニメ作品ではたまごっちたちは基本的に言葉を話すようになっている。尚、むしっち（カブトっち）、さかなっち（くじらっち）、てんしっち（くりてん）が実機に先駆けて、先行登場している。

## 同時上映
- 地獄先生ぬ〜べ〜 恐怖の夏休み!! 妖しの海の伝説
- ゲゲゲの鬼太郎 妖怪特急! まぼろしの汽車
- キューティーハニーF